# Francisco de Asís Méndez Casariego
Francisco de Asís Méndez Casariego (Madrid, 21 de junio de 1850 - 1 de abril de 1924), fue un sacerdote español, canónigo de la catedral de Madrid y fundador, junto a Mariana Allsopp González-Manrique, de las hermanas de la Santísima Trinidad, conocidas como Trinitarias de Madrid.

## Biografía

### Origen y formación
Francisco de Asís nació en Madrid el día 21 de junio de 1850 en el seno de una familia cristiana y acomododada, siendo el mayor de tres hermanos. Su padre era José Méndez, pintor de Cámara del Rey y académico de Bellas Artes de San Fernando, y su madre era María Antonia Casariego. De pequeño sintió atracción por la mecánica y por la vida religiosa. En su juventud perteneció a la congregación mariana de jóvenes.
A los 18 años abandona la carrera de ingeniero, según él, para reemplazar a un amigo que se había salido de la carrera sacerdotal:

«Hasta el día 30 de septiembre de 1868, no pensé ser sacerdote, sino ingeniero, y en aquel día - de repente - al ver que un amigo mio que quería ser sacerdote se acobardó y me dijo que ya no lo iba a ser, sino que estudiaría para médico, sin saber por qué sentí en mi corazón una voz y una decisión especial. Y dejando las matemáticas, la física, la mecánica y los otros estudios, empecé mi carrera sacerdotal»

Francisco Méndez se licenció en derecho civil y derecho canónico en la Universidad de Madrid. En la misma Alma Mater realizó sus estudios teológicos. Fue ordenado sacerdote en 1874 y luego nombrado párroco de la iglesia de la Encarnación, parroquia de la Corte. A pesar de estar siempre rodeado de la nobleza se dedicó con especial empeño a visitar las zonas más empobrecidas de Madrid. Más adelante será nombrado como canónigo de la Catedral.

### Experiencia mística
En la experiencia pastoral de Francisco de Asís era frecuente el encuentro con los llamados golfillos, o niños de las calles, y las visitas a las cárceles y a los hospitales. Quería entregar más de su tiempo a los que consideraba los últimos de la sociedad. Él mismo narra cómo durante los ejercicios espirituales de 1876, dos años después de su ordenación sacerdotal, sintió el llamado de Dios a fundar una comunidad religiosa cuyas casas tuvieran siempre las puertas abiertas:

«Dios me inspiró a formar una pequeña comunidad religiosa para acoger a las jóvenes que se quedan fuera del Reino por no tener quien las orientara, acogiera y consolara cuando más lo necesitaban». Francisco Méndez, carta 69.

Como cristiano, especialmente como sacerdote, vivió un diálogo interior basado en una relación de amor profundo hacia Jesús de Nazareth y su mayor deseo era que todos, en especial aquellos que, según él, más lo necesitaban pudieran entablar una vida íntima con él. Francisco dejó por escrito ese su deseo: Oh Jesús, yo te buscaré corazones; despertaré a los corazones dormidos para que te conozcan y te amen». Esta sería la razón principal por la cual se empeñó más tarde en la fundación de una comunidad de religiosas que llevasen a cabo ese proyecto fruto de sus experiencias místicas.

### Fundador de las Hermanas trinitarias

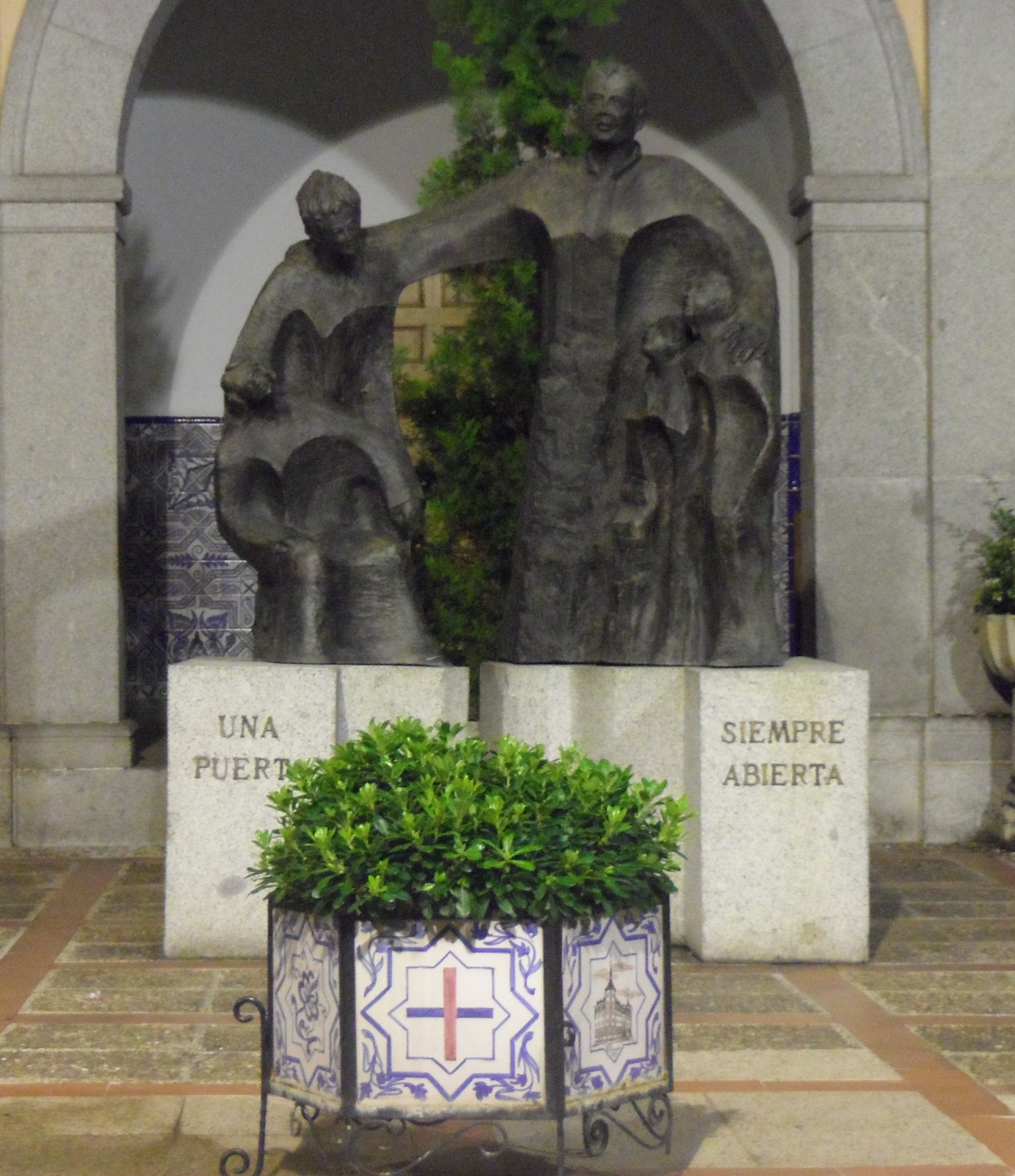
Monumento a Francisco Méndez Casariego en Porta Caeli, casa general de las Hermanas de la Santísima Trinidad en Madrid.

En 1882 conoció a Mariana Allsopp, una joven mexicana que de pequeña había sido llevada a Madrid, quien pronto se uniría a su proyecto de fundación, dando inicio a la Congregación de las Hermanas de la Santísima Trinidad. El 2 de febrero de 1885 abrieron la primera casa en el Paseo del Obelisco, para acoger a las jóvenes pobres de la ciudad, sirvientas, vendedoras de periódicos y baratijas, y a las campesinas que llegaban solas a la ciudad en busca de nuevas oportunidades y que se veían envueltas en la prostitución. Por problemas con los vecinos, la casa tuvo que trasladarse en dos ocasiones, primero a la Cuesta de Areneros y finalmente a la calle del Marqués de Urquijo.
Una vez establecidas en la calle del Marqués de Urquijo, durante la vida de Francisco de Asís, se inició el proceso de expansión de las Hermanas Trinitarias, fundando nuevas casas en Villanueva de Villaescusa (Santander), Barcelona, Santander, Sevilla, Vigo, Granada, Bilbao y Cáceres. 

### Trinitarios terciarios de Madrid
Luego de haber fundado la congregación de las hermanas trinitarias, Francisco Méndez sintió la necesidad de hacer algo en favor de los niños vagabundos, para los que abrió en Madrid, un hogar para acoger a los ya mencionados «golfillos», con el nombre de Porta Caeli (Puerta del cielo), con el ideal de mantener las puertas de la casa siempre abiertas, para que todo aquel que libremente quisiera entrar, pudiera hacerlo. Para la atención de ese lugar funda a los religiosos trinitarios terciarios, con todas las aprobaciones necesarias que dieran vida al nuevo instituto, que fue inmediatamente agregado a la familia trinitaria, con nihil obstat del 24 de enero de 1923. Allí en esa misma casa murió el 1 de abril de 1924. Su cuerpo reposa junto con el de la madre Mariana en la capilla de la Casa Madre de la congregación.
La rama masculina, fundada por Méndez, no sobrevivió a la muerte del fundador, y las religiosas trinitarias tomaron la obra de Porta Caeli como propia.

## Proceso de beatificación
Pocos días después de la muerte de Francisco Méndez, el 20 de abril de 1924, el arcipreste de la Catedral, Luis Pérez Estévez, pidió recoger la información necesaria para la posible incoación del proceso de beatificación del sacerdote madrileño. Sin embargo la idea quedó prácticamente en el olvido. Fue en realidad el esfuerzo de Mariana Allsopp, y de sus hijas trinitarias, quienes mantuvieron viva la esperanza de ver a su fundador en los altares. Dicho esfuerzo se vio premiado, cuando el papa Juan Pablo II declaró como venerable a Francisco de Asís Méndez Casariego, el 2 de abril de 1993. Se está a la espera, según el proceso de beatificación en la Iglesia católica, de un milagro atribuido a su intercesión para poder declararlo beato.